# Manisha Foster
Manisha Foster (* 21. August 1993) ist eine ehemalige britische Tennisspielerin.

## Karriere
Foster spielte vor allem Turniere auf der ITF Women’s World Tennis Tour, wo sie je einen Titel im Einzel und Doppel gewann.
Ihr erstes Turnier der WTA Tour spielte Foster, als sie eine Wildcard für die Qualifikation zu den AEGON Classic erhielt, wo sie aber bereits in der ersten Runde gegen Maryna Zanevska mit 1:6 und 2:6 verlor. Bei den AEGON GB Pro-Series Barnstaple 2014 erhielt sie ebenfalls eine Wildcard für das Hauptfeld im Dameneinzel, scheiterte aber ebenfalls bereits in der ersten Runde gegen Océane Dodin mit 1:6 und 0:6. Im Doppel trat sie mit Laura Deigman an, die beiden verloren aber gegen die Paarung Viktorija Golubic und Diāna Marcinkēviča ebenfalls bereits in der ersten Rundem mit 3:6 und 4:6.

## Turniersiege

### Einzel
| Nr. | Datum          | Turnier             | Kategorie   | Belag     | Finalgegnerin          | Ergebnis  |
| --- | -------------- | ------------------- | ----------- | --------- | ---------------------- | --------- |
| 1.  | 10. April 2016 | Scharm asch-Schaich | ITF $10.000 | Hartplatz | Oleksandra Koraschwili | 6:4, 7:64 |

### Doppel
| Nr. | Datum         | Turnier | Kategorie   | Belag   | Partnerin       | Finalgegnerinnen            | Ergebnis  |
| --- | ------------- | ------- | ----------- | ------- | --------------- | --------------------------- | --------- |
| 1.  | 26. März 2017 | Óbidos  | ITF $15.000 | Teppich | Hélène Scholsen | Anna Klasen Erika Vogelsang | 7:66, 6:1 |